# アベユウキ
アベ ユウキ（1978年4月4日 - ）は日本の男性ファッションモデル。神奈川県出身。ビーナチュラル所属。
趣味は音楽、特技はスケートボード。
ファッション雑誌やファッションショー、広告などで活躍している。

## 主な出演

### 雑誌
- MEN'S NON-NO
- smart
- FINEBOYS
- POPEYE
- ストリートジャック
- 装苑
- Begin
- GET ON!
- Men's JOKER

### ショー
- YUJI YAMADA
- RYUICHIRO
- SHIMAZAKI
- コムサ コレクション
- アニエスベー
- イッセイ ミヤケ
- フラボア
- ダンヒル
- NUMBER（N）INE

### 広告
- 丸井
- トルネードマート
- 無印良品
- パルコ
- 資生堂
- カネボウ
- コムサ デ モード
- SONY「VAIO」
- リーバイス